# منزل مجيري
منزل مجيري (بالفارسية: خانه مجیری) هو منزل تاريخي يعود إلى عصر القاجاريون ودولة بهلوية، ويقع في خميني شهر.